# Discovery Kids (Spojené království)
Discovery Kids byl britský dětský vzdělávací televizní kanal. Tento kanál původně vysílal pouze na platformě On Digital (ITV Digital), kde sdílel vysílací čas spolu s kanálem Discovery Wings; později se však kanál stal dostupným i pro zákazníky platforem Sky, a Virgin Media.
Discovery Kids a Discovery Wings ukončily společně vysílání 28. února 2007 a byly nahrazeny kanálem Discovery Turbo. Discovery Kids byl též nahrazen online kanálem Discovery Kids On Demand, tento ale nebyl aktualizován od doby ukončení provozu kanálu. Některé pořady, které byly dříve vysílány na kanále Discovery Kids jsou dnes vysílány na kanále DMAX ve všední dny ráno (od 8. ledna 2008).
Discovery Kids bylo vysíláno pouze od 10:00 do 6:00. Kanál byl původně časově sdílen s AnimeCentral (další kanál CSC Media Group), ale byla přidána větší šířka pásma, čímž bylo odstraněno potřeba časového omezení kanálu. teď děti kanál.

## Pořady
- Kenny the Shark
- Just a Minute
- Dr Dog
- Mega Mutt
- Cre-8
- Star Munchies
- The Big Bang
- Crash Test Danny
- Invention SOS
- Croc Files
- Gross!
- Sorted
- Scien-Trific!
- Rooted
- Timeblazers
- Mystery Hunters
- Zoink's How It's Made
- Scrap It
- Popular Mechanics for Kids
- Adi Under The Sea
- ADI in Space
- Up4it!
- Combat Club
- The Save-Ums
- Franny's Feet
- Laura's Star
- Skipper & Sketto
- Henry's World
- Oscar and Friends
- Hi-5
- Why?
- Sci-Busters
- Jay Jay the Jet Plane
- The Wiggles